# Турунен, Ари
Ари Турунен (26. 04.1966,  Хельсинки) — финский автор научно-популярной литературы; специализируется на истории науки и техники. Сотрудничал в журналах HS Metro и Kaleva. Работал пресс-секретарем финского институт лесных исследований и CSC. С ноября 2014 года — пресс-секретарь АН Финляндии.

## Образование
Окончил Университет Йювяскюля по специциальности «общественные науки» (1993) и Хельсинкский университет по специальности «история науки» (1997).

## Основные работы
- 2011 — Историю финских ледоколов (совместно с П. Партанен)  .
- 2017 — «Мир образов». История картографии